# 貓頭鷹守護神
下面的转换组仅对“大陆简体”和“台湾正体”语言有效。请注意你的语言变种设置。
《貓頭鷹守護神》（英語：Legend of the Guardians: The Owls of Ga'Hoole），2010年美國奇幻動畫片，由查克·史奈德首部執導動畫片。改編自凱瑟琳·拉斯基的系列小說（Guardians of Ga'Hoole）其中的第一至三集《逃離聖鬼鴞學院》（The Capture）、《飛向蓋胡島神木》（The Journey）、《索倫的救援計畫》（The Rescue）。
本片推出數位3D、IMAX 3D和2D版本，北美地區於2010年9月24日首映，台灣地區於11月8日上映。獲得普通一般偏正面的評價。

## 故事大綱
倉鴞索倫和家人住在一棵樹上，並常常聽父親講貓頭鷹守護神的故事。但他的哥哥克勞德早就聽膩了，當他們在樹枝上練習飛行時，索倫幻想著自己是守護神的一員。說時遲那時快，克勞德推了他一把，他們倆便掉下去，不僅差點被蜜獾吃掉，不久又被神秘的貓頭鷹抓走......。

## 配音員
| 配音             | 配音 | 角色                                 |
| 英語             | 國語 | 角色                                 |
| ---------------- | ---- | ------------------------------------ |
| 吉姆·史特格斯    |      | 索倫（Soren），仓鸮                  |
| 艾米麗·巴克雷    |      | 吉爾菲（Gylfie），姬鴞               |
| 瑞安·柯萬騰      |      | 克勞德（Kludd），仓鸮                |
| 大衛·溫漢        |      | 迪哥（Digger），穴鴞                 |
| 安東尼·拉帕里亞  |      | 曙光（Twilight），烏林鴞             |
| 海倫·美蘭        |      | Nyra，仓鸮                           |
| 杰弗里·拉什      |      | 席爾里布（Ezylryb），長耳鬚角鴞      |
| 杰弗里·拉什      |      | The Lyze of Kiel                     |
| 喬爾·埃哲頓      |      | 鐵鉤（Metal Beak），仓鸮             |
| 雨果·維文        |      | Noctus and Grimble                   |
| 艾德妮·迪凡利亞  |      | 小薇（Eglantine），仓鸮              |
| 米瑞安·玛格莱斯  |      | 普莉席佛太太（Mrs. Plithiver），盲蛇 |
| 山姆·尼爾        |      | 埃羅米亞（Allomere）， 大灰鴞        |
| 艾比·柯尼施      |      | 奧麗莎（Otulissa），斑點鴞           |
| 理查·羅森堡      |      | 波隆（Boron），雪鸮                  |
| 艾絲·大維斯      |      | Marella                              |
| 蒂波拉-李·富內斯 |      | 芭倫（Barran）                       |
| 貝瑞·奧托        |      | The Echidna                          |
| 阿格斯·山普森    |      | Jutt                                 |
| 雷·沃納爾        |      | Jatt                                 |
| 比爾·剛特        |      | Bubo                                 |
| 格倫斯·揚        |      | 皮特（Pete）                         |

## 製作
2005年六月，華納兄弟取得凱瑟琳·拉斯基的系列小說《貓頭鷹守護神》的電影版權。工作室計畫把本系列小說製作成電腦動畫電影，電影監製唐納·迪·萊恩（Donald De Line）負責，以及由原作作者凱瑟琳·拉斯基改編劇本。
2008年四月，拍片企畫轉手給Village Roadshow製作公司，邀來《300壯士》導演查克·史奈德親自執導和奈爾班典（Zareh Nalbandian）製作。新的腳本改由約翰·歐洛夫（John Orloff）和約翰·考利（John Collee）編劇。
2009年二月，於澳洲開始本片製作。本片主題曲「To the Sky」由Owl City演唱，正片播映前有《威利狼與嗶嗶鳥》的動畫短片。負責視效為2006年動畫電影《快樂腳》的原製作團隊［Animal Logic］。

## 評價
該片獲得一般混雜偏於正面居多的評價，值得高度稱道多為電影裡的視覺效果、配音演技生動和華麗的3D特效。影評網站爛番茄103則簡易評價中，獲得50%的正面好評，10分得到平均5.6分。而在專業著名影評的「Top Critics」15則評價內，獲得53%的正面評價。評論網站Metacritic，取自各著名主流影評，基於21篇影評，滿分100分中平均分數得到53分，一般的評價。而在IMDb使用者投票，10中獲得7.2的支持率。
總結本片評價：《貓頭鷹守護神》黑暗層面和絢麗視效值得稱讚，即使他們最終辜負了一個故事，也從來沒有辜負其整體潛力。

## 原聲帶
1.To The Sky – Owl City

2.Flight Home (The Guardian Theme)

3.Taken To St Aggeles

4.Welcome To The Pellatorium

5.A Long Way To The Guardians

6.You Know We’re Flying

7.A Friend Or Two

8.The Boy Was Right

9.Sharpen The Battle Claws

10.Follow The Whale’s Fin

11.Into Battle

12.Hello Brother

13.My Soldiers My Sons

14.More Baggy Wrinkles

## 外部連結
- 官方网站
- 官方網站 (台灣) （页面存档备份，存于）
- 互联网电影数据库（IMDb）上《貓頭鷹守護神》的资料（英文）
- 爛番茄上《貓頭鷹守護神》 （页面存档备份，存于）的資料(英文)
- 《貓頭鷹守護神》 （页面存档备份，存于）at Metacritic
- 《貓頭鷹守護神》 （页面存档备份，存于）at Box Office Mojo

### 預告
官方網站釋出三則《貓頭鷹守護神》電影預告 (英文)
- TRAILER ONE
- TRAILER TWO
- TO THE SKY